# Stygnomma joannae
Stygnomma joannae is een hooiwagen uit de familie Stygnommatidae.